# Мельцер, Ханан
Ханан Мельцер ((ивр. חנן מלצר‎), родился 12 апреля 1951 года) — израильский юрист, судья в Верховном суде Израиля в 2007—2021 годах, а также заместитель председателя Верховного суда Эстер Хают. Он был также председателем центральной избирательной комиссии по выборам в Кнессет 21 и 22 созывов.
В октябре 2021 года он был избран президентом совета прессы, а в январе 2022 года назначен председателем компании «Migdal Insurance and Finance Holdings».

## Биография
Мельцер родился в Тель-Авиве в семье польского происхождения, пережившей Холокост . Он учился в «Еврейской гимназии Герцлия», где активно участвовал в студенческом совете, в рамках которого летом 1966 года был заместителем мэра города. По окончании средней школы он подал заявление на изучение права в Тель-Авивском университете в рамках академического резерва . Во время учебы он активно занимался студенческими делами, а в 1971 году обратился в суд и добился двухмесячной отсрочки голосования по изменениям в уставе студенческого союза . В начале 1972 года вновь обратился в суд с требованием не допустить выборов студенческого союза . Учебу в бакалавриате он закончил с отличием и даже работал в университете ассистентом преподавателя, а затем преподавателем административного права и тендерного права. В ЦАХАЛе служил офицером военной прокуратуры в звании подполковника, основал отдел по рассмотрению петиций в Верховный суд.
В 1977 году Мельцер вступил в партию «ДАШ», но не смог на внутренних выборах составить список для Кнессета из-за провала соратников Амнона Рубинштейна. После его жалобы перед выборами в Кнессет девятого созыва юридический советник правительства Аарон Барак приказал Управлению телерадиовещания не изображать Шимона Переса как «исполняющего обязанности премьер-министра». Мельцер был среди противников присоединения партии к первому правительству Бегина после 1977 года и был активен в партии «Шинуй» .
В 1979 году он появился в нескольких радиопрограммах «Общественного права» в качестве истца, стремящегося внести изменения в статус-кво: движение общественного транспорта в Шаббат и гражданские браки . В то же время он был юрисконсультом движения за реформы и прогрессивный иудаизм в Израиле.
В 1980 году он был юрисконсультом лагеря Рабина в партии «Авода». Во время пребывания Ицхака Рабина на посту премьер-министра и председателя партии «Авода» Мельцер был активен в партии и баллотировался на предварительных выборах, чтобы попасть в ее список в Кнессет в 1996 году. Мельцер занимал очень влиятельную должность председателя конституционного комитета партии Авода и вышел из нее в 2004 году, сняв свою кандидатуру в Верховный суд.
В 1977 году Мельцер учредил независимую юридическую фирму, которая занимается инфраструктурным и коммуникационным правом, коммерческим правом, банковским правом, антимонопольным законодательством и законодательством о ценных бумагах , административным правом и ходатайствами в суд. Он также представлял израильскую полицию, когда подал коллективный иск в Национальный суд по трудовым спорам, чтобы получить прибавку к зарплате для постоянных сотрудников АОИ .Он специализировался на праве в офисе адвоката и бывшего министра Авраама Пораза . Позже Мельцер работал внешним юридическим консультантом в новостной отделе Второго канала, в проекте спутника связи «Амос» и для водной компании «Мекорот». В 2005 году он представлял владельцев бизнеса на КПП Эрез в петиции в Верховный суд справедливости против плана одностороннего размежевания и утверждал, что решение правительства было незаконным.
24 июня 2007 года Комитет по отбору судей избрал Мельцера судьей Верховного суда. Это был первый случай, когда в Верховный суд был назначен юрист из частной компании за первое десятилетие её существования. Хотя Мишаэль Хешин также был назначен после работы в частной компании, большую часть своей юридической карьеры он всё же провел в государственном секторе.
27 августа 2007 года Мельцер был приведен к присяге в качестве судьи Верховного суда перед президентом Шимоном Пересом .
В апреле 2017 года он был назначен председателем центральной избирательной комиссии Кнессета 21 созыва, также занимал эту должность на выборах в Кнессет 22 созыва .
С августа 2017 года по август 2020 года входил в состав комитета по отбору судей .
5 сентября 2017 года Мельцер был избран заместителем председателя Верховного суда, а 30 октября 2017 года официально назначен на эту должность.
12 апреля 2021 года, после 14 лет работы в должности судьи Верховного суда, он ушел в отставку.
В октябре 2021 года, после выхода на пенсию бывшего судьи Верховного суда Далии Дорнер, Мельцер был избран президентом Совета прессы Израиля. Против его назначения выступала Израильская радиовещательная корпорация.
В январе 2022 года он был назначен председателем «Migdal Insurance and Finance Holdings», сменив контролирующего владельца компании Шломо Элиягу.

## Должности в уголовном праве
Мельцер входит в число судей, которых в обществе осуждают меньше, по сравнению с его коллегами по профессии. В деле об экстрадиции Мельцер, по мнению меньшинства, просил не выдавать двух женщин в связи с длительной задержкой запроса об экстрадиции и из соображений защиты от правосудия. В одном случае он добавил свой голос к мнению судьи Дафны Барак-Эрез, вопреки позиции судьи Эстер Хают, согласно которой лицо, осужденное окружным судом на основании его признания в полиции, должно быть оправдано, так как обвиняемая в совершении правонарушения отрицала сам факт происшествия, а ее показания были сочтены достоверными. В своем постановлении он цитировал слова Маймонида: «Лучше и желательнее отпустить тысячу грешников, чем когда-нибудь убить одного невинного».
В других случаях Мельцер придерживался мнения меньшинства о том, что подсудимые должны быть оправданы по некоторым обвинениям, по которым они были осуждены.
Мельцер также рассматривается экспертами, как присуждающий мягкие наказания. В одном случае он предлагал уменьшить наказание осужденному из-за нарушения его прав в ходе следствия. В другом случае он возражал против ужесточения наказания палестинца, осужденного за попытку контрабанды телефонов охранниками, в силу стечения обстоятельств, в том числе правила о том, что апелляционный суд не изменяет приговор в отношении обвиняемых. Еще в одном уголовном деле, по мнению некоторых юридических комментаторов, он просил освобождения для подсудимого в связи с принятием им на себя частичной ответственности, состоянием его здоровья на тот момент и совокупностью обстоятельств. По мнению некоторых юридических  комментаторов на судебном процессе по делу убийцы раввина Элазара Абухациры, он просил смягчить приговор убийце в соответствии со статьей 300а Уголовного кодекса из-за серьезного психического расстройства, заявив: «Применимость статьи 300а (a ) Уголовного кодекса не следует ограничивать только самыми необычными случаями и обстоятельствами, а пока у человека есть условия оговорки - он может приходить к своим воротам».
Когда убийца обратился в суд с требованием определить, имеет ли он право на досрочное освобождение, Мельцер опротестовал слова своего соратника, выразившего более чем необходимое отвращение к серьезности преступления убийцы, и писал: «Предпочитаю не высказывать позицию, чтобы предоставить полную свободу действий сегодня комиссии по досрочному освобождению». Мельцер также постановил, что Государство Израиль должно согласиться с тем, что израильский заключенный в Таиланде будет отбывать оставшуюся часть своего наказания в Израиле, в свете гуманитарной важности содержания заключенного под стражей рядом с членами его семьи и знакомыми, а также по прошествии большого количества времени после того, как были собраны материалы, свидетельствующий о его опасности.

## Личная жизнь
Мельцер женат на Маргалит и у него есть четыре сына.
В 2020 году, во время эпидемии короны, было объявлено, что Мельцер устроил свадьбу своему сыну с участием количества людей, превышающего нормы Минздрава. На него была подана жалоба Уполномоченному по делам судей, судье в отставке Ури Шохаму, который отклонил жалобу на том основании, что Мельцер не знал, что таковы были инструкции.